# Sinana
Sinana est un woreda du sud de l' Éthiopie situé dans la zone Bale de la région Oromia. Woreda rural entourant la ville de Robe, il a  118 594 habitants en 2007 et reprend la partie orientale de l'ancien woreda Sinanana Dinsho.

## Géographie
Le woreda est desservi par la route Robe-Goro, dans la zone Bale.
La localité appelée Sinana est un carrefour sur la route principale, à proximité d'une localité plus importante appelée Haydro. Les deux localités sont à environ 2 400 m d'altitude,.
| Agarfa         | Gasera  | Ginir |
| Dinsho         | Sinana  | Goro  |
| Goba           | Berbere |       |
| Enclave : Robe |         |       |

## Histoire
Le woreda Sinana, son voisin Dinsho et la ville de Robe sont des woredas distincts depuis 2007,. Ils se partagent le territoire de l'ancien woreda « Sinanana Dinsho », aussi appelé « Sinana fi Dinsho »[réf. souhaitée].

## Démographie
En 2006, l'Atlas of the Ethiopian Rural Economy estime la densité de population à plus de 100 personnes par km2 dans l'ancien woreda « Sinanana Dinsho ».
D'après le recensement national réalisé en 2007 par l'Agence centrale de la statistique d'Éthiopie, le woreda Sinana compte 118 594 habitants et sa population est entièrement rurale.
La majorité des habitants (60 %) sont musulmans, 39 % sont orthodoxes et 1% sont protestants.
En 2022, la population du woreda est estimée à 165 768 personnes avec une densité de population de 110 personnes par km2 et 1 079 km2 de superficie.